# Chlenomorpha sciogramma
Chlenomorpha sciogramma är en fjärilsart som beskrevs av Oswald Beltram Lower 1918. Chlenomorpha sciogramma ingår i släktet Chlenomorpha och familjen mätare. Inga underarter finns listade i Catalogue of Life.